# Palazzo di Miramar (San Sebastián)

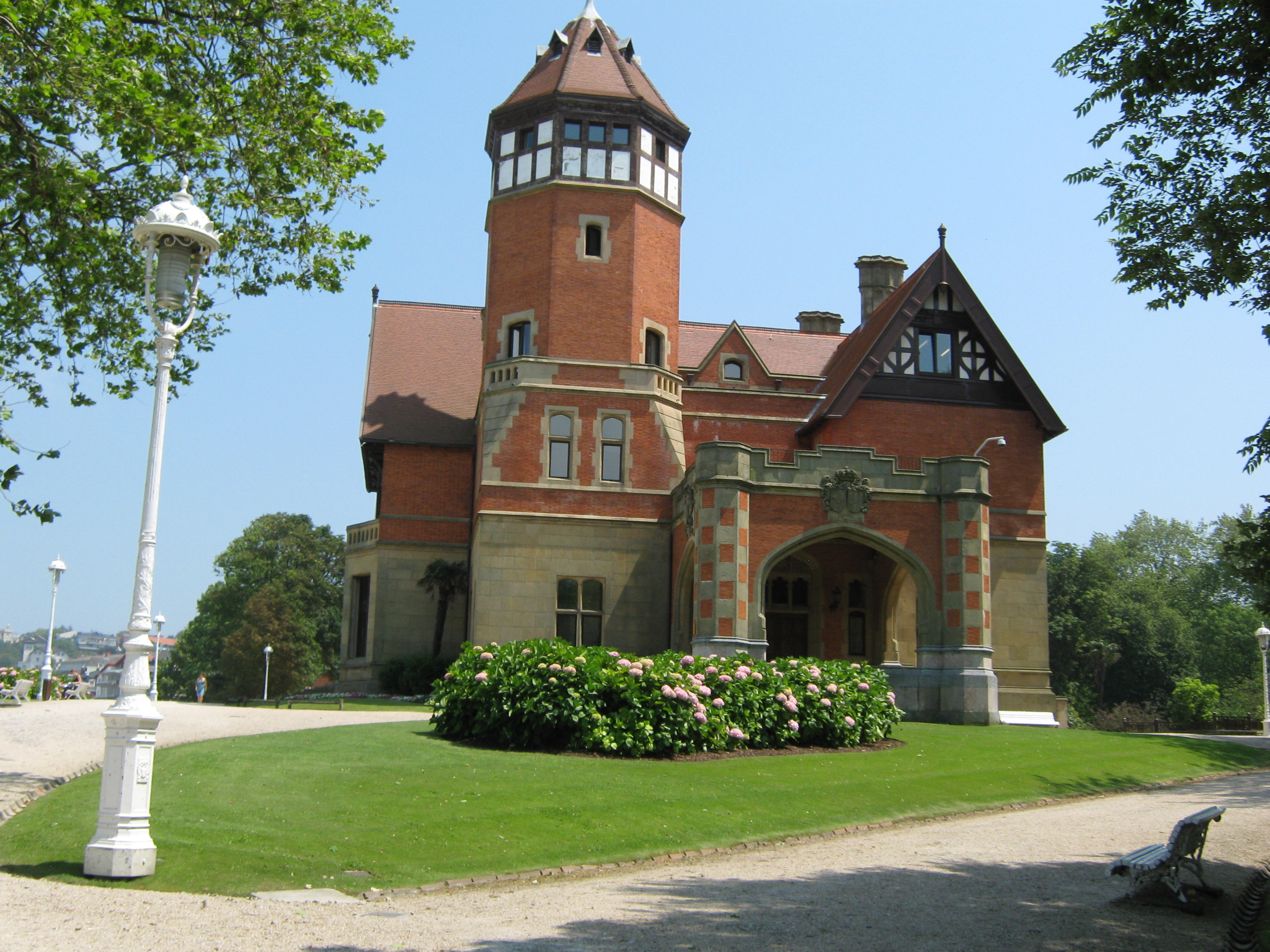
Una facciata del Palazzo di Miramar

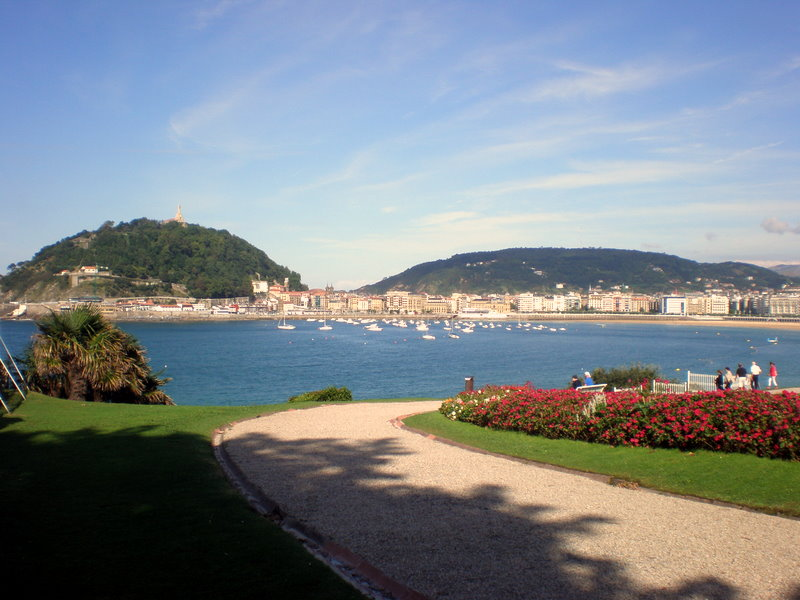
I giardini del palazzo

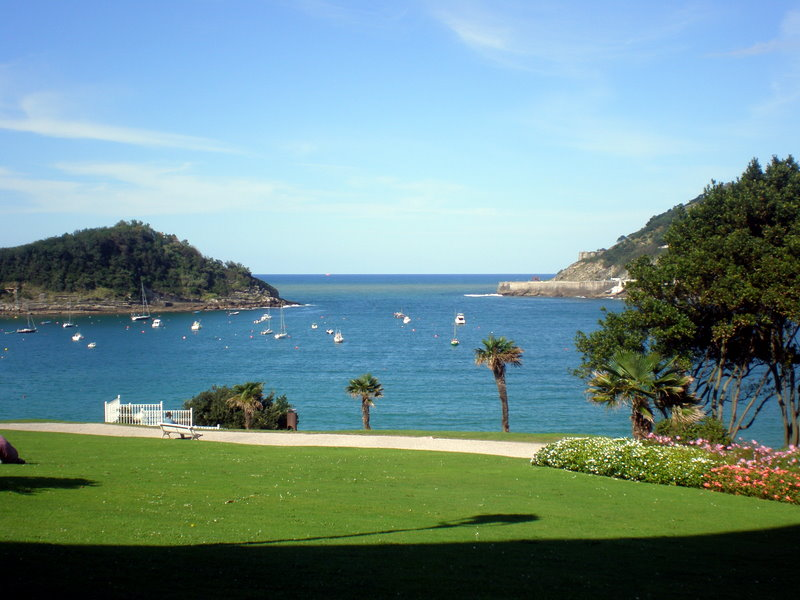
Altra immagine dei giardini del palazzo

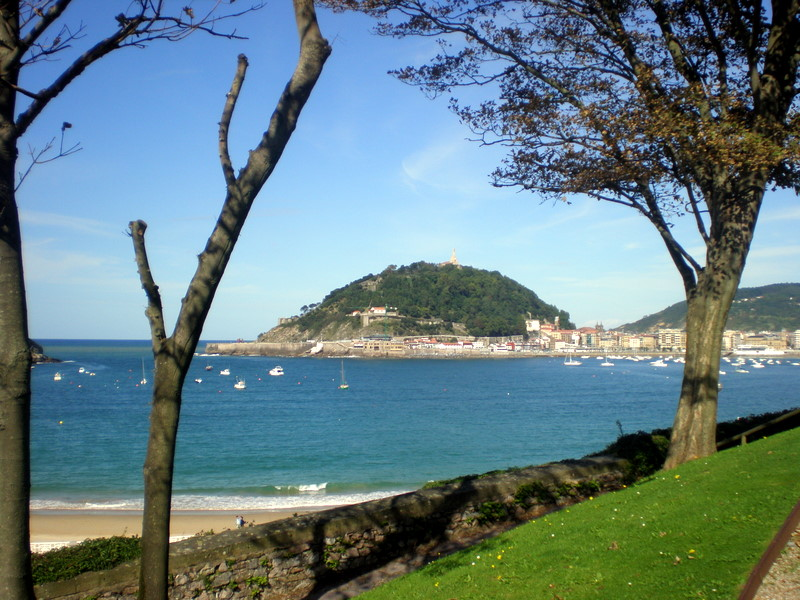
Vista sul mare dai giardini del palazzo

Il Palazzo di Miramar (Palacio de Miramar in spagnolo, Miramar Jauregia in basco) è uno storico edificio della città spagnola di San Sebastián, nei Paesi Baschi (Spagna nord-orientale), costruito nello stile di cottage inglese intorno 1887/1888/ 1889 quale residenza estiva per la casa reale su progetto iniziale dell'architetto britannico Selden Wornum.
L'edificio è attualmente di proprietà del comune.

## Ubicazione
Il palazzo si trova al nr. 48 di Paseo de Miraconcha. L'edificio si affaccia sulla baia della Concha e si erge sul Pico del Loro, l'altura che separa la Playa de Ondarreta dalla spiaggia della Concha, tra l'Avenida Gen. Zumalakárregui e il Paseo de la Concia.

## Caratteristiche
Il palazzo sorge su un'area di 34.136 mq.
Il palazzo è costituito da tre piani, due dei quali erano ad uso privato, mentre il terzo, l'attico era ad uso della servitù. A questi si aggiunge uno scantinato.
A uno dei lati del palazzo si accede attraverso un arco in stile Tudor.

## Storia
La decisione di costruire una residenza estiva per la famiglia reale spagnola fu presa dal comune di San Sebastián nella metà del XIX secolo, in un periodo in cui la città basca stava diventando una delle "capitali" del turismo balneare.
La proposta iniziale fu quella di acquisire a tal scopo il Palazzo di Aiete, di proprietà dell Duchessa di Bailén ed utilizzato dalla famiglia reale come residenza invernale. La scelta cadde infine su un terreno nella Miraconcha di proprietà del Conte di Moviana, che fu acquistato dalla regina María Cristina nel 1888 al fine di evitare spese al comune stesso. La proprietà fu in seguito ampliata, grazie all'acquisizione di appezzamenti vicini di altri proprietari.
Il progetto fu affidato all'architetto britannico Selden Wornum, ma i lavori di costruzione furono in seguito completati da Benito Olasagasti, con la supervisione di José Goicoa.
Nel 1929, il comune di San Sebastián chiese a re Alfonso XIII di poter acquisire il palazzo, al fine di poterlo rendere accessibile al pubblico.
Il palazzo divenne quindi di proprietà del comune solamente nell'agosto del 1972.

## Punti d'interesse

### Esterni

#### Facciata principale
La facciata principale reca lo stemma degli Asburgo.

#### Giardini
I giardini che circondano il palazzo sono stati realizzati dall'architetto Pierre Ducasse.

### Interni[11]
- Comedor Real
- Salón Blanco
- Salón de Madera
- Petit Salon
- Salón de Música